# 造山運動

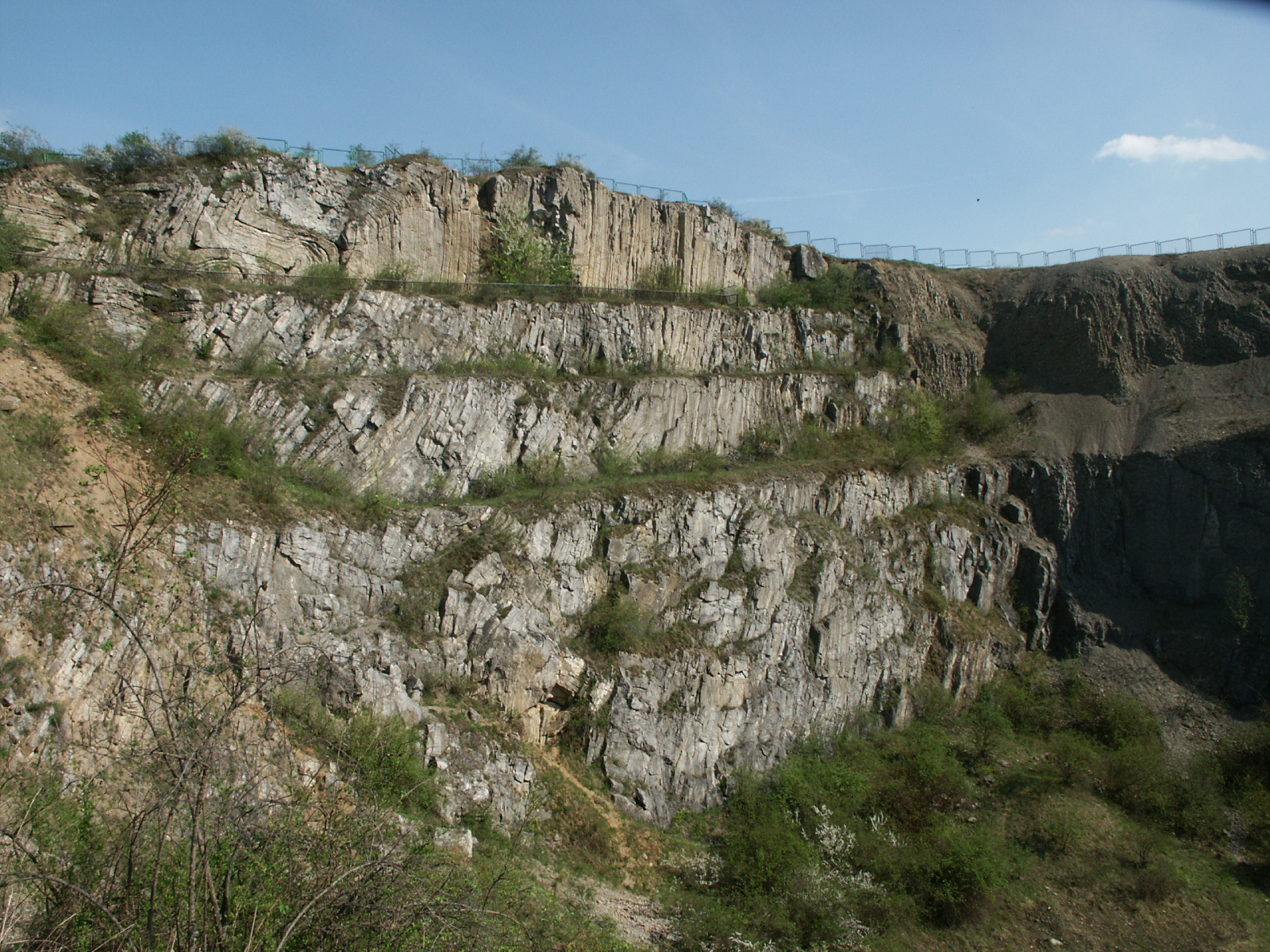
造山運動の痕跡とされた地層帯

造山運動（ぞうざんうんどう、英: orogeny）とは、大山脈や弧状列島を形成するような地殻変動のこと。この様な造山運動が起きた地域を造山帯と呼ぶ。
造山帯は、プレートテクトニクスの理論ができる前から使われていた用語である。プレートテクトニクスの理論が発展した結果、造山帯という用語は一般的ではなくなり、新規に山が作られている場所は新期造山帯、造山運動が終わっている場所は古期造山帯、また新期造山帯とプレートが広がる境界なども含めた変動帯などの用語が使われる。

## 原因論
造山運動や造山帯は19世紀末から1930年代に地質学の分野で発達した、広域変成作用や火成作用などによって地殻や山脈の地質構造が作られる過程を説明する理論であり、ギリシャ語のorosという語が使われたことから日本では「造山」と訳されたが、地向斜、造構造、褶曲と訳される場合もある。
かつては、山脈を構成する地質の特徴から、地向斜が何らかの力により隆起に転じて山脈を形成したと考えられてきた。隆起させる力としては、欧米では地球の自転や地球の冷却・収縮による水平圧力であるなどとされ、日本では珪長質火成活動（Igneous activity）によって形成された花崗岩質マグマによる浮力であると説明された。前者の考えでは必ずしも全ての地向斜が造山運動を起こすわけではないが、後者では地向斜は必然的に造山運動を伴うことになり、これを特に地向斜造山論と呼んでいた。
しかし、それらの考えでは説明できない事例が少なくなかった。メキシコ湾にはミシシッピ川から流れ込んだ土砂の堆積が１万5000メートル以上に及んでおり、またベンガル湾でもガンジス川がヒマラヤ山脈を削って流し込んだ土砂が500万立方キロメートルもあるが、いずれも造山運動の兆しはない。
プレートテクトニクス理論が登場してからはプレート運動による山脈や弧状列島の成因が論じられるようになり、大陸プレート同士の衝突・隆起による山脈の形成、海洋プレートの沈み込みに伴う火成活動による島弧の形成、ホットスポットの活動による海山列の形成などが考えられ、以前の地向斜に由来する造山運動論は支持を失っている。日本では地球物理学の分野は早期にプレートテクトニクスを受容したが、地質学の分野は1980年代までプレートテクトニクスの受容に抵抗した。
以下では地向斜造山論による造山運動について記述する。

## 過程
地向斜造山論では、造山運動の過程には次のようなサイクルが存在するとされていた。このサイクルは造山輪廻（ぞうざんりんね）と呼ばれた。
第一段階（地向斜期）
大陸の周辺に位置する浅い海底では、大河によって陸地から浸食されて運ばれてきた砂や泥等の厚い堆積層が形成される。これを地向斜と呼ぶが、地向斜は堆積物の重みで沈降するので、海が埋められて陸化する事はなく、最終的には海底に1万メートルを越える程の地層が出来る。
第二段階（造山期）
こうして深い海の堆積物と浅い海の堆積物が複雑に重なり、基盤となる下方の地層を押し下げるように堆積した地向斜層が、側方から強く圧縮されて一部に褶曲山脈が形成され始めると、圧縮力により周辺の地向斜に複雑な断層や堆積運動が起こる。さらにこの圧縮力により地下深くの溶けた岩石がマグマとなって貫入し、花崗岩類が生じる。
第三段階（後造山期）
その後、地向斜堆積物を圧縮していた圧力が低下すると共に広範囲に隆起による高い褶曲山脈が出現する。山脈は風雨による浸食を受けるが、山脈を形成する物質は周囲の地殻より密度が小さいため、浸食を上回るほどの隆起速度を維持し、2億年ほどはその形状を維持する。隆起運動が収まってくると、以後は風雨による浸食作用によって次第に低くなり、ついには準平原となり、大陸塊の一部となって安定し、その周囲で新たな造山運動が生じる。

## 造山運動の識別
古生代以後約6億年前以降、全世界的に以下の造山運動期があったとされた。
- カレドニア造山運動（英語版）…6 - 4億年前
- バリスカン造山運動…4 - 2億年前
- アルプス造山運動…それ以後現在まで

この3つの造山運動に識別されていた。現在見られる大山脈の全ては、アルプス造山運動によって出来たものであるとされた。